# Dr. Braguinha
Joaquim Marques Ferreira Braga (Sorocaba, 23 de novembro de 1872 - Sorocaba, 20 de setembro de 1911) foi um advogado sorocabano, filho do Dr. Antonio José Ferreira Braga e de Da. Maria Marquez da Cruz Braga. Exerceu as funções de delegado de polícia e promotor público. Cursou as primeiras letras em Sorocaba e, em 1892 formou-se em direito em São Paulo. Retornou a Sorocaba 1898 com grande prática advocatícia e fama de bom orador, batalhando em defesa dos humildes e dos operários, ficando conhecido popularmente como Dr. Braguinha, também referência a sua baixa estatura.
Foi co-diretor do jornal "A cidade de Sorocaba" juntamente com o poeta Antonio de Oliveira. Ficou ao lado de Hermes da Fonseca contra o governo do estado, chefiando a facção hermista, do PRC, em 1909.
 Como advogado da câmara, em 1901, ajuizou processo cassando a licença de fornecimento de luz a João Lacerda, o qual foi à falência e atribuiu seu fracasso ao Dr. Braguinha. Em 20 de setembro de 1911 foi assassinado por João Lacerda na rua direita. Atualmente esta rua é conhecida como Boulevard Braguinnha, situada no centro de Sorocaba. Em 1915 foi construída uma herma em sua memória, onde está até hoje na Praça Coronel Fernando Prestes, defronte a rua em que foi assassinado e que passou a levar o seu nome.